# Chionelasmatidae
Chionelasmatidae es una familia de torácicos.

## Géneros
- Chionelasmus Pilsbry, 1911
- Eochionelasmus Yamaguchi, 1990